# Maarten van Gilse
Maarten (Mik) van Gilse (München, 2 juni 1916 – Overveen, 1 oktober 1943) was een Nederlands verzetsstrijder.
Tijdens de Spaanse Burgeroorlog trad hij in dienst van de Internationale Brigades. Na de Duitse inval in Nederland werd hij lid van de verzetsgroep CS-6. Samen met zijn vader, de componist-dirigent Jan van Gilse (1881-1944), en beeldhouwer G.J. van der Veen richtte hij het illegale blad De vrije kunstenaar op, dat voortkwam uit het verzet onder kunstenaars tegen de verplichte aansluiting bij de Kultuurkamer. Ook vervulde hij een prominente rol bij de persoonsbewijzencentrale (PBC), die op grote schaal vervalste documenten produceerde.
In het voorjaar van 1943 was hij betrokken bij de voorbereiding van de aanslag op het Amsterdamse Bevolkingsregister. Later dat jaar vroeg hij zijn vriendin Marianne van Raamsdonk de dagelijkse gewoonten na te gaan van politie-inspecteur Pieter Kaay. Kaay werd naar aanleiding daarvan op 3 juli door een fietser neergeschoten. Eind juli 1943 werd Van Gilse door de Sicherheitspolizei gearresteerd. Op 30 september 1943 werd hij door een Polizeistandgericht ter dood veroordeeld, en de volgende dag werd hij met achttien andere leden van de opgerolde verzetsgroep CS-6 in de duinen bij Overveen gefusilleerd. Ook Marianne van Raamsdonk werd gearresteerd maar zij overleefde de oorlog. Lin Jaldati schrijft in de autobiografie Lied van verzet (samen met Eberhard Rebling, 2024, vertaling van Sag nie, du gehst den letzten Weg, Berlijn, 1986) uitvoerig over Maarten van Gilse, ze waren zeer goed bevriend.
Zijn oudere broer Jan Hendrik (Janric) van Gilse (München, 5 juni 1912 – Den Haag, 28 maart 1944), werd een half jaar later bij een vluchtpoging door de Duitsers doodgeschoten. 